# Pra Loup
Pra Loup è una stazione sciistica francese situata nella valle dell'Ubaye, nel dipartimento delle Alpi dell'Alta Provenza della regione della Provenza-Alpi-Costa Azzurra.

## Geografia
Si estende nel comune di Uvernet-Fours, con la stazione di partenza situata nel comune di Barcelonnette. Conta due distinte sezioni, Pra Loup 1500 (detta "Les Molanès") e Pra Loup 1600, a due chilometri di distanza. Con un'altitudine minima di 1.500 m e una massima di 2.502 m, conta 80 piste e 53 impianti di risalita. In passato ha ospitato gare della Coppa del Mondo di sci alpino.